# Liste der Kulturgüter in Binn
Die Liste der Kulturgüter in Binn enthält alle Objekte in der Gemeinde Binn im Kanton Wallis, die gemäss der Haager Konvention zum Schutz von Kulturgut bei bewaffneten Konflikten, dem Bundesgesetz vom 20. Juni 2014 über den Schutz der Kulturgüter bei bewaffneten Konflikten sowie der Verordnung vom 29. Oktober 2014 über den Schutz der Kulturgüter bei bewaffneten Konflikten unter Schutz stehen.
Objekte der Kategorien A und B sind vollständig in der Liste enthalten, Objekte der Kategorie C fehlen zurzeit (Stand: 1. Januar 2023).

## Kulturgüter
| Foto |                                                                                          | Objekt                                                        | Kat. | Typ | Standort                       | Beschreibung |
| ---- | ---------------------------------------------------------------------------------------- | ------------------------------------------------------------- | ---- | --- | ------------------------------ | ------------ |
| ja   | Datei hochladen · Wikidata zu Bogenbrücke mit Kapelle St. Anton (Q29527663)              | Bogenbrücke mit Kapelle St. Anton KGS-Nr.: 06629              | A    | G   | Dorfstrasse 29 657358 / 135008 |              |
| ja   | Datei hochladen · Wikidata zu Kirche St. Michael (Q29891935)                             | Kirche St. Michael KGS-Nr.: 06630                             | B    | G   | Wilereweg 2 657130 / 134862    |              |
| BW   | Datei hochladen · Wikidata zu Eisenzeitliches Gräberfeld beim Hotel Ofenhorn (Q29891929) | Eisenzeitliches Gräberfeld beim Hotel Ofenhorn KGS-Nr.: 06632 | B    | F   | Ackerstrasse 657417 / 135059   |              |
| ja   | Datei hochladen · Wikidata zu Wallfahrtskapelle (Q29891930)                              | Wallfahrtskapelle KGS-Nr.: 06633                              | B    | G   | Heiligkreuz 9 656688 / 132495  |              |
| BW   | Datei hochladen · Wikidata zu Kalkbrennofen unbekannter Zeitstellung (Q29891932)         | Kalkbrennofen unbekannter Zeitstellung KGS-Nr.: 06634         | B    | F   | 657979 / 135239                |              |
| BW   | Datei hochladen · Wikidata zu Regionalmuseum Graeser-Andenmatten (Q27479829)             | Regionalmuseum Graeser-Andenmatten KGS-Nr.: 06635             | B    | S   | Ackerstrasse 2 657458 / 135052 |              |
| ja   | Datei hochladen · Wikidata zu Kapelle St. Sebastian (Q131344456)                         | Kapelle St. Sebastian KGS-Nr.: 06875                          | B    | G   | Ze Binne 7 656735 / 134569     |              |
| ja   | Datei hochladen · Wikidata zu Altes Pfarrhaus (Q131351395)                               | Altes Pfarrhaus KGS-Nr.: 06923                                | B    | G   | Wilereweg 8 657162 / 134854    |              |
| BW   | Datei hochladen · Wikidata zu Hotel Ofenhorn (Q131344428)                                | Hotel Ofenhorn KGS-Nr.: 06925                                 | B    | G   | Ackerstrasse 1 657426 / 135053 |              |
| BW   | Datei hochladen · Wikidata zu Kapelle St. Martin (Q29891934)                             | Kapelle St. Martin KGS-Nr.: 14104                             | B    | G   | Fäld 65 659556 / 135740        |              |